# Gin Blossoms
Gin Blossoms es una banda de rock estadounidense formada en 1987 en Tempe (Arizona). Se hizo notar por primera vez con su canción "Hey Jealousy" de su álbum New Miserable Experience de 1992, pero este logro se acopló con el despido y posterior suicidio del autor de la canción y cofundador de la banda, Doug Hopkins, lo que llevó el título de su siguiente álbum, Congratulations, I'm Sorry (1996). Después del lanzamiento de varios sencillos, la banda se separó en 1997. Sus miembros se reunieron en 2002 y lanzaron su cuarto álbum, Major Lodge Victory, en 2006; y el quinto, No Chocolate Cake, en 2010.

## Historia
Los miembros en los primeros años de la banda incluyen al guitarrista y compositor Doug Hopkins, el bajista Bill Leen, el vocalista Jesse Valenzuela, el guitarrista Richard Taylor y el baterista Chris McCann. El nombre de la banda proviene de una foto de W.C. Fields en el libro de mala fama de Kenneth Anger, Hollywood Babylon, que llevaba la leyenda de "W.C. Fields con gin blossoms" en referencia a la telangiectasia facial y la rinofima nasal del actor, conocido por el término argol de piel rosácea.
En sus primeros años, los Gin Blossoms se hicieron muy conocidos en su natal Tempe (Arizona). Sus giras frecuentes resultaron en un aumento de popularidad; también grabaron de forma independiente su primer álbum, Dusted, que fue lanzado en 1989. 
Los Gin Blossoms llamaron a su primer álbum de estudio New Miserable Experience. En febrero de 1992, mientras todavía trabajaban para completarlo, el miembro fundador y principal guitarrista y compositor Doug Hopkins bebía mucho y creció cada vez más obstinadadamente y desilusionando el proceso, sobre todo después de ser golpeado con un globo de agua durante su actuación de 1992 en Norfolk , Virginia. Ante la perspectiva de ser despedido por A&M, la banda terminó con Hopkins y lo reemplazó con Scott Johnson. El álbum fue terminado y el primer sencillo, "Hey Jealousy", que era la canción de Hopkins, fue lanzado. Se alcanzó el número 25 en el Billboard Hot 100 y N° 4 en el Billboard Mainstream Rock Tracks, alimentando en gran parte el éxito de New Miserable Experience. Sin embargo, el logro se vio ensombrecido por el suicidio de Hopkins el 4 de diciembre de 1993. Al año siguiente, otra canción de Hopkins, "Found Out About You", también alcanzó el número 25 en el Billboard Hot 100 y se subió a N° 1 en el Billboard Modern Rock Tracks.
Entre su primer y segundo álbum, la banda proporcionó el sencillo "Till I Hear It from You" para la banda sonora de Empire Records. Alcanzó el número 9 en el Billboard Hot 100. Su segundo álbum major, Congrulations I'm Sorry, fue lanzado en 1996. Sólo logró obtener un top ten, "Follow You Down", el N° 9 de Billboard Hot 100; el álbum recibió críticas variadas.
Los miembros de Gin Blossoms se separaron en la primavera de 1997, y cada miembro de la banda se trasladó a su propio proyecto. El vocalista Wilson y el baterista Rodas formaron la banda Gas Giants. El bajista Leen formó una banda local llamada Rai y luego se retiró de la música para operar en una tienda de libros raros. El guitarrista Valenzuela lideró un equipo de corta vida llamado Low Watts, lanzó un álbum en solitario, y se mantuvo ocupado escribiendo y produciendo. Wilson se aventuró en la producción, en Mayberry Studios en Tempe, Arizona. (El estudio que ahora se llama Urano Studios.)
La banda se reagrupó y sus miembros comenzaron a tocar juntos de nuevo en 2002, después de haber hecho un par de aislados shows provisionales.

## Discografía

### Álbumes de estudio
| Año  | Detalles del álbum                                                                                  | Máxima posición en listas | Máxima posición en listas | Máxima posición en listas | Máxima posición en listas | Máxima posición en listas | Máxima posición en listas | Máxima posición en listas | Certificationes (umbral de ventas) |
| Año  | Detalles del álbum                                                                                  | US                        | US Heat                   | US Indie                  | CAN                       | AUS                       | NZ                        | UK                        | Certificationes (umbral de ventas) |
| ---- | --------------------------------------------------------------------------------------------------- | ------------------------- | ------------------------- | ------------------------- | ------------------------- | ------------------------- | ------------------------- | ------------------------- | ---------------------------------- |
| 1989 | Dusted - Lanzado: 1989 - Discográfica: San Jacinto                                                  | —                         | —                         | —                         | —                         | —                         | —                         | —                         |                                    |
| 1992 | New Miserable Experience - Lanzado: 4 de agosto de 1992 - Label: A&M - Format: CD, CS, DI           | 30                        | 1                         | —                         | 43                        | 63                        | —                         | 53                        | * US: Platino                      |
| 1996 | Congratulations… I'm Sorry - Released: 13 de febrero de 1996 - Label: A&M - Format: CD, CS, DI      | 10                        | —                         | —                         | —                         | 41                        | 41                        | 42                        | * US: Platino                      |
| 2006 | Major Lodge Victory - Lanzado: 8 de agosto de 2006 - Discográfica: Hybrid Recordings - Formato: CD  | 159                       | —                         | 10                        | —                         | —                         | —                         | —                         |                                    |
| 2010 | No Chocolate Cake - Lanzado: 28 de septiembre de 2010 - Discográfica: 429 Records - Formato: CD, DI | 73                        | —                         | 14                        | —                         | —                         | —                         | —                         |                                    |

### Sencillos
| Año  | Título                   | Máxima posición en listas | Máxima posición en listas | Máxima posición en listas | Máxima posición en listas | Máxima posición en listas | Máxima posición en listas | Máxima posición en listas | Máxima posición en listas | Máxima posición en listas | Máxima posición en listas | Álbum                         |
| Año  | Título                   | US                        | US Top40 Main             | UK Hot 100 Airplay        | UK Main Rock              | USMod Rock                | US Adult Pop              | UK AC                     | CAN                       | AUS                       | UK                        | Álbum                         |
| ---- | ------------------------ | ------------------------- | ------------------------- | ------------------------- | ------------------------- | ------------------------- | ------------------------- | ------------------------- | ------------------------- | ------------------------- | ------------------------- | ----------------------------- |
| 1992 | "Lost Horizons"          | —                         | —                         | —                         | —                         | —                         | —                         | —                         | —                         | —                         | —                         | New Miserable Experience      |
| 1993 | "Mrs. Rita"              | —                         | —                         | —                         | 36                        | —                         | —                         | —                         | —                         | —                         | —                         | New Miserable Experience      |
| 1993 | "Hey Jealousy"           | 25                        | 20                        | 33                        | 4                         | —                         | —                         | —                         | 39                        | 28                        | 24                        | New Miserable Experience      |
| 1993 | "Found Out About You"    | 25                        | 6                         | 14                        | 5                         | 1                         | 38                        | —                         | 3                         | 94                        | 40                        | New Miserable Experience      |
| 1994 | "Until I Fall Away"      | —                         | 13                        | 21                        | 40                        | 13                        | —                         | 23                        | 35                        | —                         | —                         | New Miserable Experience      |
| 1994 | "Allison Road"           | —                         | 11                        | 24                        | 20                        | 39                        | —                         | —                         | 21                        | —                         | —                         | New Miserable Experience      |
| 1995 | "Til I Hear It from You" | 9                         | 5                         | 8                         | 4                         | 5                         | 3                         | —                         | —                         | —                         | 39                        | Empire Records (banda sonora) |
| 1996 | "Follow You Down"        | 9                         | 5                         | 7                         | 6                         | 8                         | 3                         | 22                        | —                         | 65                        | 30                        | Congratulations… I'm Sorry    |
| 1996 | "Day Job"                | —                         | —                         | —                         | 29                        | 21                        | —                         | —                         | —                         | —                         | —                         | Congratulations… I'm Sorry    |
| 1996 | "As Long as It Matters"  | 75                        | 40                        | —                         | —                         | —                         | 30                        | —                         | —                         | —                         | —                         | Congratulations… I'm Sorry    |
| 1996 | "Not Only Numb"          | —                         | —                         | —                         | —                         | —                         | —                         | —                         | —                         | —                         | —                         | Congratulations… I'm Sorry    |
| 2006 | "Learning the Hard Way"  | —                         | —                         | —                         | —                         | —                         | —                         | —                         | —                         | —                         | —                         | Major Lodge Victory           |
| 2006 | "Long Time Gone"         | —                         | —                         | —                         | —                         | —                         | —                         | —                         | —                         | —                         | —                         | Major Lodge Victory           |
| 2010 | "Miss Disarray"          | —                         | —                         | —                         | —                         | —                         | —                         | —                         | —                         | —                         | —                         | No Chocolate Cake             |
| 2010 | "Wave Bye Bye"           | —                         | —                         | —                         | —                         | —                         | —                         | —                         | —                         | —                         | —                         | No Chocolate Cake             |